# Bo Ljungberg
Bo Alexander Ljungberg (ur. 21 listopada 1911 w Stoby, zm. 19 marca 1984 w Jönköping) – szwedzki lekkoatleta specjalizujący się w skoku o tyczce oraz w trójskoku, uczestnik letnich igrzysk olimpijskich w Berlinie (1936), dwukrotny wicemistrz Europy w skoku o tyczce (1934, 1938).

## Sukcesy sportowe
- dwukrotny mistrz Szwecji w skoku o tyczce – 1932, 1934[1]
- trzykrotny mistrz Szwecji w trójskoku – 1932, 1934, 1935

| Rok  | Miasto | Zawody               | Konkurencja            | Wynik                    |
| ---- | ------ | -------------------- | ---------------------- | ------------------------ |
| 1934 | Turyn  | Mistrzostwa Europy   | skok o tyczce trójskok | srebrny medal 8. miejsce |
| 1936 | Berlin | Igrzyska olimpijskie | skok o tyczce trójskok | 6. miejsce 18. miejsce   |
| 1938 | Paryż  | Mistrzostwa Europy   | skok o tyczce          | srebrny medal            |

## Rekordy życiowe
- skok o tyczce – 4,15 – Lund 05/10/1935[2]
- trójskok – 14,73 – Sztokholm 18/08/1934